# 南弘子
南 弘子（みなみ ひろこ、1946年4月8日 - 2003年5月31日）は、東京都出身の元女優。本名は山崎 博子（やまさき ひろこ）。

## 来歴・人物
1961年、15歳の時にオール東宝ニュータレントの新人募集に応じて合格し、1962年、東宝に入社。桜井浩子、中川ゆきらと共に「スリー・チャッピーズ」として売り出し、同年公開の川島雄三監督映画『青べか物語』でデビューを果たす。また、『おせん捕物帖』などテレビドラマにも出演している。しかし23歳になった1969年、東映製作の映画『女親分 喧嘩渡世』を最後に芸能界を引退した。
2003年5月31日、死去した。享年57歳。

## 活動歴

### 映画
- 青べか物語（1962年、東京映画） - 繁あね
- 高校生と女教師 非情の青春（1962年、東宝） - 竹内由子
- 六本木の夜 愛して愛して（1963年、東宝）
- 暁の合唱（1963年、宝塚映画）
- にっぽん実話時代（1963年、東宝） - 中山リエ子
- あの娘に幸福を（1963年、東宝）
- 林檎の花咲く町（1963年、東宝）
- 江分利満氏の優雅な生活（1963年、東宝） - 坂本和子
- お姐ちゃん三代記（1963年、東宝）
- フランケンシュタインの怪獣 サンダ対ガイラ（1966年、東宝） - 困惑する女[1]
- 落語野郎 大爆笑（1967年、東宝）
- 殺人狂時代（1967年、東宝） - ホステス
- 不良番長 どぶ鼠作品（1969年、東映東京）
- 女親分 喧嘩渡世（1969年、東映東京）

### テレビドラマ
- 太陽のあいつ（1967年、TBS / 東宝）[3]
- 女殺し屋 花笠お竜（1969年-1970年、国際放映 / 東京12チャンネル） - 鈴が音おりん
- 素浪人 花山大吉（1970年、NET / 東映） - お咲

### シングルレコード
- なんでもやっちゃおう（1963年、東芝レコード）※中川ゆき、桜井浩子との「スリー・チャッピーズ」名義
- 夜霧の青山通り／帰って来てね（1967年、クラウンレコード）[3]